# A Private Life
"A Private Life" es el duodécimo episodio de la primera temporada de la serie de televisión dramática estadounidense Six Feet Under. El episodio fue escrito por Kate Robin y dirigido por Rodrigo García. Se emitió originalmente en HBO el 19 de agosto de 2001, transmitiéndose consecutivamente con el episodio siguiente, "Knock, Knock".
La serie está ambientada en Los Ángeles y retrata la vida de la familia Fisher, que dirige una funeraria, junto con sus amigos y amantes. Explora los conflictos que surgen después de que el patriarca de la familia, Nathaniel, muere en un accidente automovilístico. En este episodio, David entra en conflicto con su homosexualidad mientras embalsama el cadáver de un hombre gay, mientras que la relación de Brenda con Billy se deteriora.
Según Nielsen Media Research, el episodio fue visto por un estimado de 6,67 millones de espectadores en hogares y obtuvo una calificación de hogares de Nielsen de 4,3. El episodio recibió elogios de la crítica, que elogió las actuaciones, los temas, las historias y la escritura. Por este episodio, Michael C. Hall recibió una nominación a Mejor Actor Principal en una Serie Dramática en los 54º Premios Primetime Emmy.

## Trama
Una pareja gay está sacando dinero del cajero automático, cuando un coche se detiene a su lado. Los conductores se sienten ofendidos por su sexualidad y los intimidan, obligándolos a huir en diferentes direcciones. Uno de ellos, Marcus Foster Jr. (Brian Poth), es finalmente capturado y brutalmente golpeado por los matones. Después de matarlo, huyen del lugar.
La familia de Marcus visita Fisher & Sons para organizar el funeral, y David (Michael C. Hall) se siente incómodo con los comentarios homofóbicos del padre de Marcus. Le pide a Federico (Freddy Rodríguez) que se tome el día libre para poder trabajar él mismo en el embalsamamiento del cadáver de Marcus. Durante esto, David comienza a imaginarse conversando con Marcus, quien afirma haber elegido el camino equivocado en la vida. Cuando Federico revisa el cadáver, David sale después de que Federico critica a los homosexuales dejando sus condolencias. Federico no se lo toma bien, creyendo que "no dejan a su mujer y a sus hijos". Ruth (Frances Conroy) intenta que David le salga del armario, pero él no lo hace. Ella le pregunta a su compañero de trabajo gay Robbie (Joel Brooks) cómo le contó a su madre su sexualidad, y él le dice que fue doloroso y que no le debe contar la historia.
Brenda (Rachel Griffiths) confronta a Billy (Jeremy Sisto) por fotografiarla a ella y a Nate (Peter Krause), y le ordena que le dé la llave de su casa. Cuando ella le cuenta a Nate, él cree que no fue lo suficientemente dura con él, por lo que la molesta y rompe con él. Más tarde, Nate llega a un loft para recoger un cadáver, pero se sorprende al descubrir que el lugar pertenece a Billy, quien fotografió a Claire y también siguió a Nate y Brenda teniendo sexo. Encuentra una manta, creyendo que Billy se cortó las muñecas, solo para descubrir que fue una broma organizada por Billy. Claire (Lauren Ambrose) y Gabe (Eric Balfour) regresan a la escuela secundaria, donde todavía se burlan de Gabe por su sobredosis. A Claire le preocupa que la sobredosis de Gabe no haya sido un accidente y, por sugerencia de su consejero, decide demostrar que puede contar con ella.
Durante el funeral de Marcus, Keith (Mathew St. Patrick) es asignado a vigilar a los manifestantes homofóbicos afuera. David ataca a uno de los manifestantes y se disculpa con Keith por sentirse avergonzado de su relación. Esa noche, finalmente se presenta ante Ruth. Aunque le molesta que haya esperado tanto tiempo, lo acepta tal como es. Brenda recibe la visita de Billy, quien le revela que se ha quitado el tatuaje que tenía en la espalda baja con el nombre "Isabel" cortándose su propia piel. Intenta quitarle el tatuaje a Brenda, pero ella logra dejarlo inconsciente y llamar a una ambulancia. Agitada, finalmente acepta internar a Billy en una institución. Mientras duerme, David es atormentado nuevamente por la alucinación de Marcus y reza a Dios para que lo guíe.

## Producción

### Desarrollo
El episodio fue escrito por Kate Robin y dirigido por Rodrigo García. Este fue el primer crédito como guionista de Robin, y el segundo crédito como director de García.

## Recepción

### Audiencia
En su emisión original en Estados Unidos, "A Private Life" fue vista por un estimado de 6,67 millones de espectadores en hogares, con una calificación de 4,3 en hogares. Esto significa que fue visto por el 4,3% de los hogares estimados del país, y fue visto por 4,38 millones de hogares. Esto representó un aumento del 54% en la audiencia con respecto al episodio anterior, que fue visto por 4,33 millones de espectadores en hogares con una calificación de 4,0 en hogares.

### Reseñas críticas
"A Private Life" recibió elogios de la crítica. John Teti, de The AV Club, escribió: "Aunque no sabe cómo cuidar de sus hijos, siempre puede cocinar para ellos. Siempre que ve que están sufriendo, se ofrece a prepararles algo de comer".
Entertainment Weekly le dio al episodio una calificación de "A-", y escribió: "Sombrío sin llegar a ser pesado, "Life" le permite al deliciosamente perverso Robbie (Joel Brooks) su primera oportunidad real de brillar, mientras aconseja a Ruth sobre cómo lidiar con su hijo gay. Hall y Conroy interpretan la escena de la salida del armario con una sutileza magistral. ¿Por qué estos dos no han ganado aún un Emmy?"  Mark Zimmer de Digitally Obsessed le dio al episodio una calificación perfecta de 5 de 5, escribiendo "Un episodio tenso, profundo y conmovedor que realmente exige al elenco expresar algunas emociones difíciles. Excelente trabajo".
TV Tome le dio al episodio una calificación perfecta de 10 sobre 10 y escribió: "No hay tantas piezas de televisión episódica que me dejen emocionalmente exhausto, pero este es uno de los pocos. Juro por Dios que es el tipo de episodio que una vez que lo has visto, necesitas verlo una y otra vez porque es una televisión tan poderosa en esto lo mejor de lo mejor. Si el episodio de la próxima semana, el final de temporada, es la mitad de bueno, valdrá la pena verlo". Billie Doux de Doux Reviews le dio al episodio 4 estrellas perfectas de 4 y escribió "Episodio excepcional". Television Without Pity le dio al episodio una calificación de "A".
En 2016, Ross Bonaime de Paste lo clasificó en el puesto 14 en un ranking de episodios de la serie y escribió: "Como el episodio en el que David finalmente se sincera con su madre, "A Private Life" corre el riesgo de sentirse como un "episodio muy especial" de Six Feet Under. Pero al abordar la sexualidad de David de esta manera, Six Feet Under presenta varias reacciones diferentes, incluidas las extremas (aquellos que no tolerarán su estilo de vida) y aquellos que lo aceptan por completo. Al traer de vuelta a los personajes muertos que hablan con los vivos, vemos la lucha interna de David entre quién es y quién cree que Dios quiere que sea, de una manera que todavía rara vez se ve en el entretenimiento. "A Private Life" también lleva la batalla de Brenda y su hermano Billy a un punto crítico, ya que finalmente decide internarlo después de que él se corta el tatuaje en su honor. Como penúltimo episodio de la primera temporada de Six Feet Under, "A Private Life" es bastante oscuro, incluso para este programa, pero hay una luz de esperanza en el futuro a medida que nuestros personajes finalmente dar pasos para convertirse en las personas que deberían ser".

### Reconocimientos
Michael C. Hall fue nominado por este episodio a Mejor Actor Principal en una Serie Dramática en los 54º Premios Primetime Emmy. Perdería respectivamente ante Michael Chiklis por The Shield.